# クリストファー・ニコラス・スミス
クリストファー・ニコラス・スミス（Christopher Nicholas Smith、6月20日 - ）は、アメリカ合衆国の俳優。クリス・スミスと表記されることもある。

## 出演作品
- ミッシング・ポイント The Reluctant Fundamentalist (2012)
- ママと恋に落ちるまで How I Met Your Mother (2013) ※シーズン8 第18話ゲスト出演
- おとなの恋には嘘がある Enough Said (2013)